# Freemasons' Hall
Pour l’article homonyme, voir Freemasons' Hall (Édimbourg).

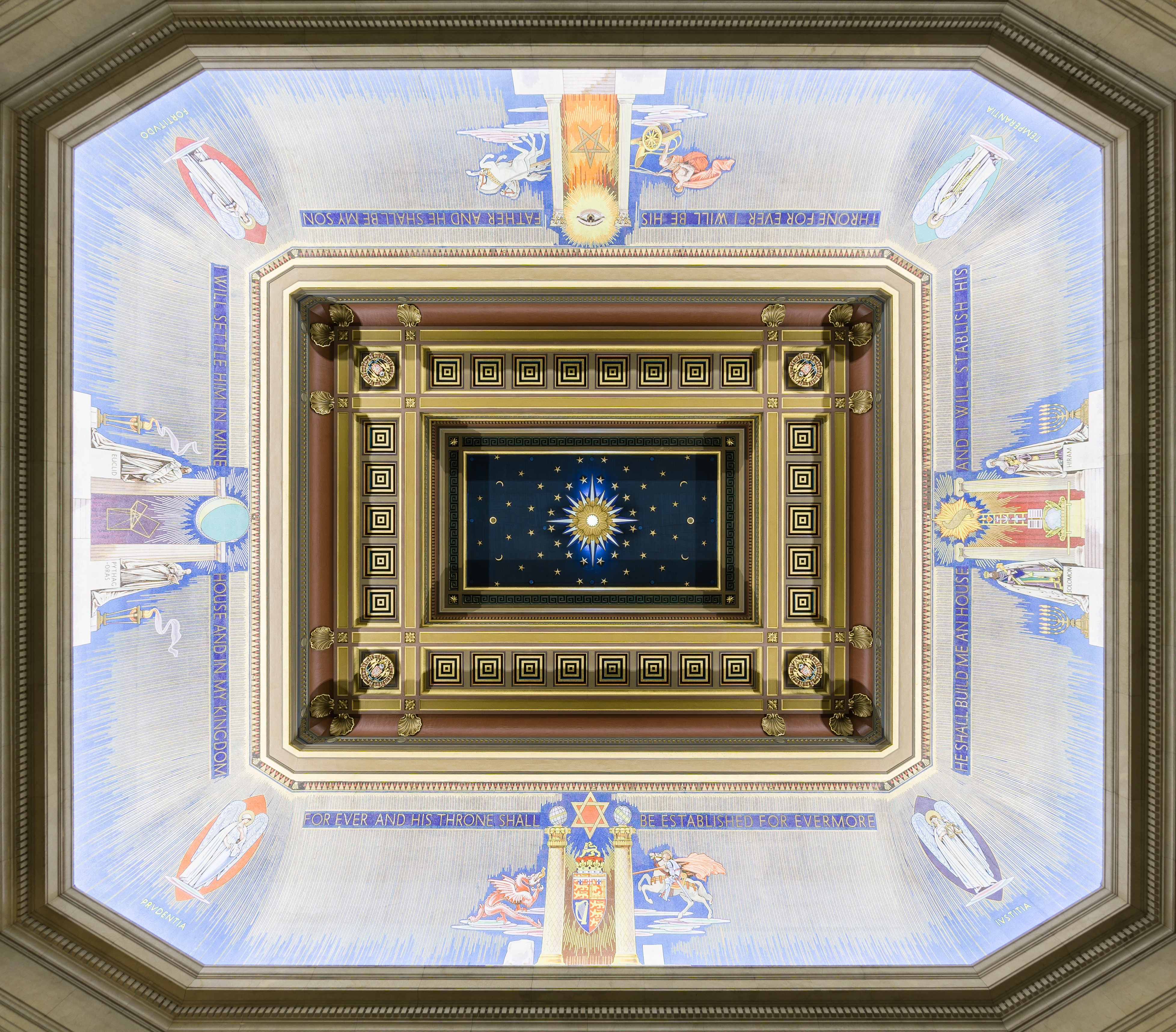
Le plafond du grand temple.

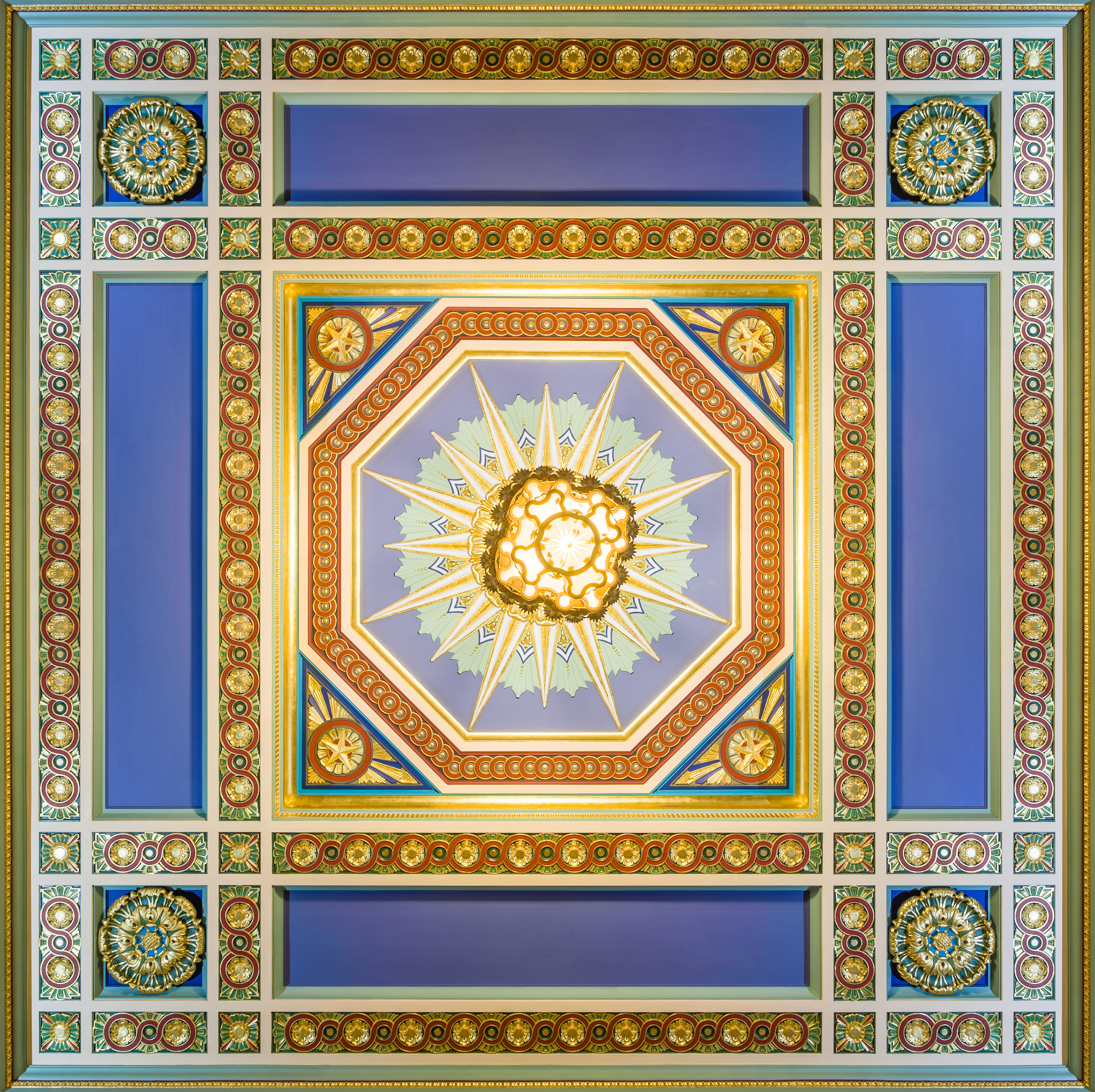
Plafond du troisième vestibule.

Le Freemasons' Hall de Londres est un bâtiment situé sur Great Queen Street (en) entre Holborn et Covent Garden. Il est le siège de la Grande Loge unie d'Angleterre et du Suprême Grand chapitre des maçons de l'Arche royale en Angleterre. Il abrite plusieurs temples maçonniques depuis 1775. Une partie du bâtiment est ouverte au public. Reconstruit au début du XXe siècle dans le style art déco classique, l'ouvrage tout en gardant sa première destination est doté d'un musée et d'une librairie qui lui donnent un attrait touristique. Il sert régulièrement de décors à des films cinématographiques ou télévisuels.

## Construction
En 1775, la première Grande Loge d'Angleterre achète une maison faisant face à la rue, derrière laquelle se trouvaient un jardin et une deuxième maison à côté, toutes deux sur Great Queen Street. Un concours est organisé pour la conception d'un grand hall destiné à relier les deux maisons. Le projet gagnant et mis en œuvre est celui proposé par Thomas Sandby.
Dans les années 1820, un autre espace est construit à côté de celui créé par Tomas Sandby selon les plans de Sir John Soane, mais cet espace disparaît lors de la construction du deuxième temple dans les années 1860, selon les plans de Frederick Pepys Cockerill. Une propriété est acquise à l'ouest du bâtiment existant, et l'architecte produit une conception strictement classique, intégrant en 1775 le grand hall historique qui demeure jusqu'en 1932 lorsque les séquelles de graves dommages structurels résultant d'un incendie en 1883 conduisent à sa démolition. Le temple des francs-maçons de Cockerill a été en grande partie démoli pour faire place à la construction actuelle, mais son extrémité orientale existe toujours.
Le bâtiment actuel est le troisième sur ce site, il est construit entre 1927 et 1933 dans le style art déco selon les plans des architectes Henry Victor Ashley et F. Winton Newman. Il est conçu également comme un mémorial pour les 3 225 francs-maçons morts en service actif lors de la Première Guerre mondiale. L'immeuble est tout d'abord nommé « Mémorial maçonnique de la paix » (« Masonic Peace Memorial »), son nom est changé au début de la Seconde Guerre mondiale pour devenir « Freemasons'Hall ». Le financement de la construction du temple est fait par un appel de fonds recueillis par le « Masonic Million Memorial Fund », qui collecte plus d'un million de Livres sterling.

## Utilisation

### Grand temple
Au centre de l'édifice se situe le grand temple, lieu de réunion pour la Grande Loge unie d'Angleterre, le grand chapitre et les convents annuels d'un certain nombre de grandes loges provinciales, ou d'ordres maçonniques. Les portes en bronze pèsent chacune une tonne un quart et ouvrent sur un espace de 37 mètres de long, 27 mètres de largeur et 19 de hauteur. Le grand temple à une capacité de 1 700 personnes. La voûte du plafond est décorée d'une mosaïque de symboles maçonniques et comprend, dans chaque angle, les chiffres représentant les quatre vertus cardinales, la prudence, la tempérance, la force et la justice, et les armes du prince Arthur de Connaught et Strathearn (deuxième plus jeune fils de la reine Victoria), grand maître de 1901-1939, qui a suggéré la création du mémorial maçonnique pour la paix. Un grand orgue est installé, construit par les grands facteurs d'orgues britanniques Henry Willis & Sons (en).

### Temples secondaires
Le bâtiment comprend également 21 autres temples secondaires utilisés par des loges maçonniques. Tous sont décorés de manières différentes dans le style art-déco. Parmi les plus remarquables, le temple No 1 peut accueillir jusqu'à 600 personnes et contient une série de portraits des anciens grands maîtres des Grandes Loges d'Angleterre. Le temple No 3 contient un orgue du XIXe siècle. Le No 10 profite de sa situation, sous la grande tour d'horloge, d'une hauteur supplémentaire et d'un toit en forme de dôme. Il combine les styles art-déco et égyptien. Il est aussi doté d'un autre orgue construit par le facteur d'orgue Henry Willis & Sons . Le No 11 dont la restauration a été principalement financée par des dons en provenance d’Extrême-Orient, est décoré dans un style somptueux, avec une dominance de chrysanthèmes stylisés, la fleur nationale du Japon. Le No 17 est utilisé par les plus anciennes loges de Londres, dont trois ont été constituées avant la formation de la première Grande Loge de Londres en 1717. Le No 21 est le plus petit et contient une série de portraits des grands secrétaires. En plus de ces 21 temples et du grand temple principal, le bâtiment contient également plusieurs autres temples très simples destinés aux loges d'instruction ou à des réunions d'ordre. Contrairement au grand temple ouvert aux visites guidées publiques, les 21 autres étant toujours utilisés et réservés par des loges ne sont pas ouverts au public.

### Bibliothèque et musée de la franc-maçonnerie
La bibliothèque et le musée de la franc-Maçonnerie sont une fondation de la Grand Loge Unie d'Angleterre enregistrée auprès de la Charity Commission sous le numéro d'organisme de bienfaisance 1.058.497. En 2007, la collection de la bibliothèque et du musée a été reconnue à travers les musées comme étant d'une qualité exceptionnelle et a été notifiée par les instances gouvernementales comme d'importance nationale et internationale.
La bibliothèque et le musée sont ouverts au public et l'entrée y est gratuite. Le musée possède une collection d'objets et de décors maçonniques, comprenant des horloges, des meubles, de la verrerie, des bijoux, de la porcelaine, de la poterie, des insignes. Les expositions incluent les effets personnels de francs-maçons célèbres tels que le roi Édouard VII ou encore Winston Churchill. La bibliothèque et le musée possèdent également l'une des collections les plus complètes de matériels, de livres ou d'objets ayant appartenu aux obédiences européennes. Les articles sont exposés dans les galeries du musée, et les livres peuvent être consultés sur demande aux administrateurs du site.